# 惑星直列
惑星直列（わくせいちょくれつ）とは、太陽系内の惑星が太陽に向かってほぼ一直線に並ぶ現象。

## 定義
名称からすると惑星が日食や月食のように完全に一直線に並ぶような印象を受ける。もし惑星が2つだけならば、太陽に対して完全に一直線に並ぶ点は、その軌道上に2箇所存在する。しかし、3個以上の惑星が完全に一直線に（例えば5度以内に収まるものとして）並ぶことは、2020年現在から過去10万年まで遡り、また10万年後まで測るとしても観測できない程まさに天文学的な確率でありまずあり得ない。これらに相当する現象として日面通過、掩蔽があるが、これらを指して『惑星直列』と呼ぶことはない。
実際はそこまで厳密なものではなく、多くの惑星が地球から見てほぼ同時期に、外惑星は衝、内惑星は内合の付近に位置する状態を一般に『惑星直列』と呼ぶ。ただし、何個以上の惑星について言うか、何日以内の誤差ならば「ほぼ同時期」とするかなど、その許容範囲の定義は存在しない。
1982年に起きた例は、太陽から見て90度あまりの扇形範囲に全惑星が集まっていたものである。外惑星が合、内惑星が外合の付近に位置しても形の上では「直列」していることになるが、この場合、地球からは外惑星・内惑星にかかわらず当該惑星は観られない。この状態でも惑星直列に含められるかは議論の余地がある。
作花一志によれば、ユリウス暦1503年12月14日（グレゴリオ暦値1503年12月24日）に当時知られていた水星・金星・火星・木星・土星及び地球と太陽が過去6000年間でもっとも直列に近い形に並ぶ現象（外惑星が全て衝・内惑星がほぼ内合）が発生しているが、天動説が信じられていた当時においてこの現象自体が理解されていたか疑問とする。

## 惑星直列の意義
『惑星直列』はそもそも天文学用語ではなく、科学的な意義はない。ただ、複数の明るい惑星が同時に観測好期を迎えることになるので、視覚的に目を引く現象ではある。また、宇宙探査機による、フライバイ（接近通過）式による惑星探査で、複数の惑星をいっぺんに対象とするのにも都合が良く、たとえばボイジャー計画は「175年に1回の機会」を捉えたものとされている。実際の惑星探査機は惑星に接近するたびに公転方向へスイングバイして螺旋状に飛行していくため、探査対象の惑星が同じ方向に一直線に並んでいたほうが都合が良いというのは直感的には分かりづらいかもしれないが、これは探査機が次の惑星に到着するまでに数か月から数年を要するため、その間にも惑星が公転しつづけていることが原因である。木星以遠へ向かう探査機は木星付近に遠日点を持つ長楕円軌道に投入されるのが普通であるため、スイングバイで次の惑星に届くまで遠日点を伸ばす必要がある。このとき公転方向に加速するため、次の惑星に到着するまでの時間にその惑星の公転を追いかけることができるというわけである。スイングバイで多少は方向の調節ができるとは言え、限度はあるので、結果的に打ち上げ時点では同じような方向に惑星が並んでいる状態が望ましいのである。
惑星が一直線に並ぶと多くの惑星の総合された重力が太陽に異変を起こし、地球にもその影響が及ぶとの主張があり、オカルト雑誌などで取り上げられることがある。例えば1983年に惑星直列によって富士山が爆発するといった流言が生じたこともある。しかし地球科学の立場からは、惑星直列による重力の変化は、月と太陽による潮汐の数十万分の一以下であるため、問題が起きる理由にはなり得ない。

## 計算による惑星直列の表
水星から海王星までの8個の惑星が太陽を中心にする90度以内の扇型の中に集まった、または集まると考えられる時期の計算値である。
上記1982年の例は90°をわずかに超えたものだったので、下表では割愛した。
| 西暦   | 開始     | 終了     | 期間   | 最小の扇型の角 |
| ------ | -------- | -------- | ------ | -------------- |
| 0989年 | 05月13日 | 06月18日 | 37日間 | 75.8度         |
| 1126年 | 05月08日 | 05月24日 | 17日間 | 86.6度         |
| 1128年 | 04月07日 | 05月19日 | 43日間 | 39.0度         |
| 1130年 | 03月23日 | 04月07日 | 16日間 | 81.6度         |
| 1166年 | 08月29日 | 09月21日 | 24日間 | 73.1度         |
| 1307年 | 03月27日 | 05月17日 | 52日間 | 47.1度         |
| 1666年 | 09月15日 | 10月03日 | 20日間 | 85.1度         |
| 1817年 | 06月05日 | 06月22日 | 18日間 | 83.9度         |
| 2161年 | 05月01日 | 06月03日 | 34日間 | 68.7度         |

## 惑星直列を扱った作品
視覚的に注意を引きやすく、何らかの意味を付与しやすいことから、SF作品等の舞台設定として扱われることがある。
- ムーの白鯨 - 惑星直列による異常現象発生が物語の始まりとなった。
- 六神合体ゴッドマーズ - 主人公が17歳となった1999年のグランドクロスから物語は始まるが、主人公と六神ロボが地球に降り立ったのは惑星直列の最中であった。
- プリンプリン物語 - 惑星直列の影響により地球から離れてしまった国ドオンブリカが登場。
- Bビーダマン爆外伝
- ウルトラマン80 - 第22話「惑星が並ぶ日なにかが起こる」では、1982年の惑星直列を題材としている。
- とんでも戦士ムテキング - 第10話
- トゥームレイダー
- J.グリビン、S.プレージマン著、平野正浩訳『惑星直列：1982年地球に大地震』金沢文庫、1975
  - John Gribbin, Stephen Plageman(1974)The Jupiter Effect: The Planets As Triggers of Devastating Earthquakes
- ヘラクレス(ディズニー) - ハデスは運命の三女神から、オリンポスを襲う時は惑星直列が起こる時がベストタイミングだとアドバイスされ、実行する。
- 聖闘士星矢 - 冥王ハーデスが太陽系の全惑星と月を一直線に固定し、地球を永久に日食の状態にして気温を低下させ、人間を死滅させる神技「グレイテストエクリップス」を発動する。
- 遊☆戯☆王デュエルモンスターズGX - セブンスターズのアムナエルが、相手モンスターを全て破壊する速攻魔法として惑星直列を使用している。
- 2012 (映画) - 太陽活動活発化の理由づけにされている。
- マイティ・ソー/ダーク・ワールド - 5000年に一度発生する、ユグドラシルに内包された九つの世界が一直線に直列する現象。本編ではこの影響で世界間の境界が不明瞭になり、発生した世界の境目を通過することで別世界への往来が可能となった。単一の世界に発生する境目は決して一つだけでなく、不規則に複数の境目が様々な場所で発生する。この現象を利用して別世界を侵略しようとする種族が多数現れ、各世界で暴動が発生し、ソーたちアスガルドの戦士は、各世界の平和を取り戻すために戦っていた。
- クレヨンしんちゃん 嵐を呼ぶ!オラと宇宙のプリンセス